# Кривенко Микола Олександрович
Микола Олександрович Кривенко (1921–1995) — сержант Радянської Армії, учасник Німецько-радянської війни, Герой Радянського Союзу (1943).

## Біографія
Микола Кривенко народився 8 лютого 1921 року в станиці Тверська (нині — Апшеронський район Краснодарського краю). Після закінчення семи класів школи працював оператором тресту «Хадижнефть» в Краснодарському краї. У 1940 році Кривенко був покликаний на службу у Військово-морський флот СРСР. З 1941 року — на фронтах Німецько-радянської війни. До листопада 1943 року сержант Микола Кривенко був кулеметником 386-го окремого батальйону морської піхоти військово-морської бази Чорноморського флоту. Відзначився під час Керченсько-ельтигенської операції.
В ніч з 31 жовтня на 1 листопада 1943 року Кривенко одним з перших висадився на Керченський півострів в районі селища Ельтиген (нині — Героївське в межах Керчі) і взяв активну участь у відбитті 19 німецьких контратак, особисто знищивши ворожий танк і групу німецьких солдатів, котрі прорвалися в тил батальйону.
У ніч на 7 грудня 1943 року відважний морський піхотинець Кривенко, будучи пораненим, взяв участь в прориві батальйону через ворожий фронт з селища Ельтигена в місто Керч, в запеклих боях за оволодіння і захисту гори Мітрідат.
Указом Президії Верховної Ради СРСР від 17 листопада 1943 року за «зразкове виконання бойових завдань командування на фронті боротьби з німецькими загарбниками і проявлені при цьому мужність і героїзм» сержант Микола Кривенко був удостоєний звання Героя Радянського Союзу з врученням ордена Леніна і медалі «Золота Зірка» за номером 3706.
У 1946 році Кривенко був демобілізований. З березня 1969 року працював в автоколоні № 6 сел. Ола Магаданської області. Брав активну участь у ветеранському русі, зустрічаючись зі школярами, студентами, прикордонниками Охотського узбережжя. Потім поїхав в місто Лабінськ Краснодарського краю.
Помер 3 грудня 1995 року, похований на міському кладовищі Лабінська.
Був також нагороджений орденами Вітчизняної війни 1-ї та 2-го ступеня і поруч медалей.

## Пам'ять

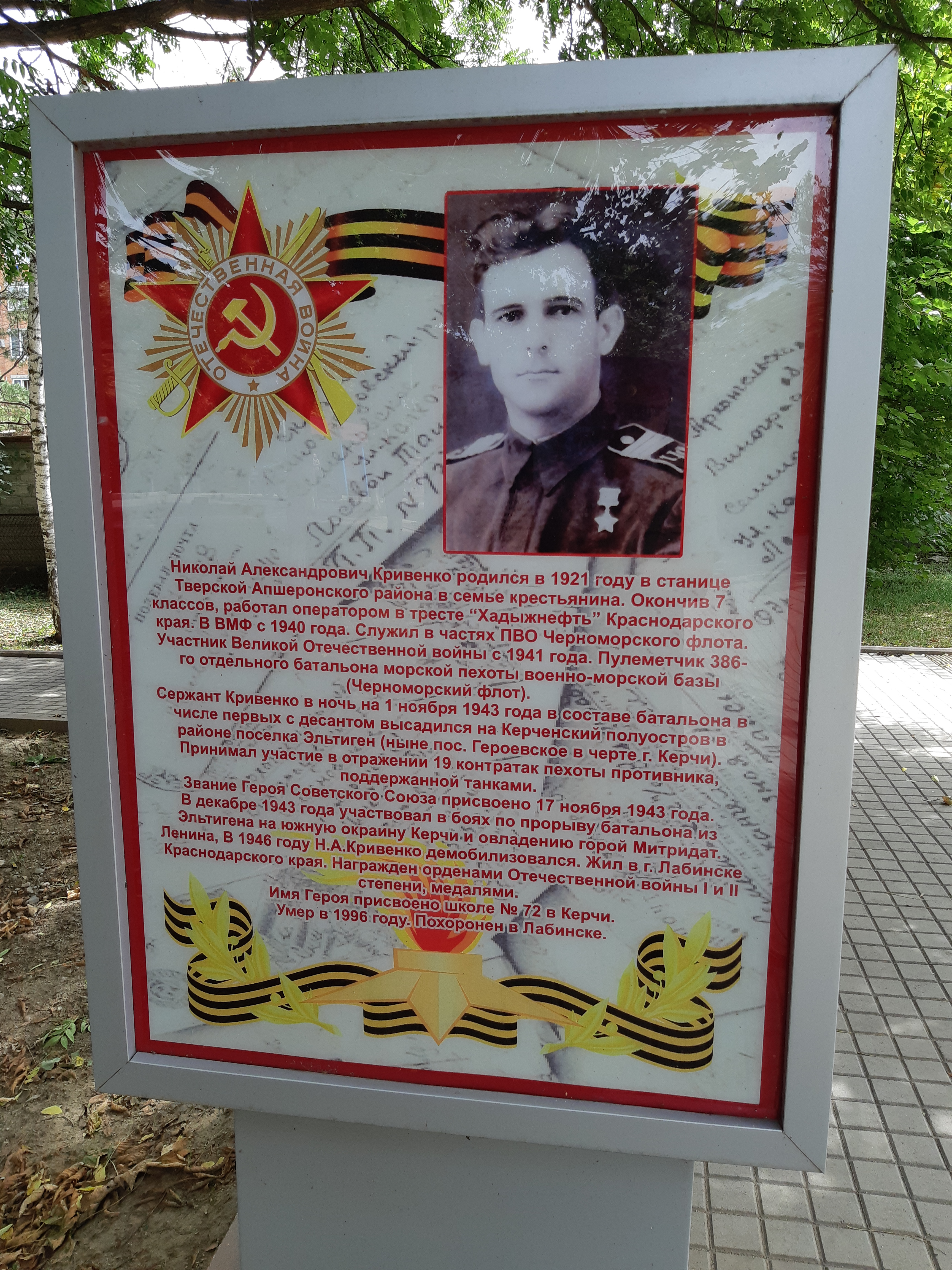
Кривенко Микола Олександрович

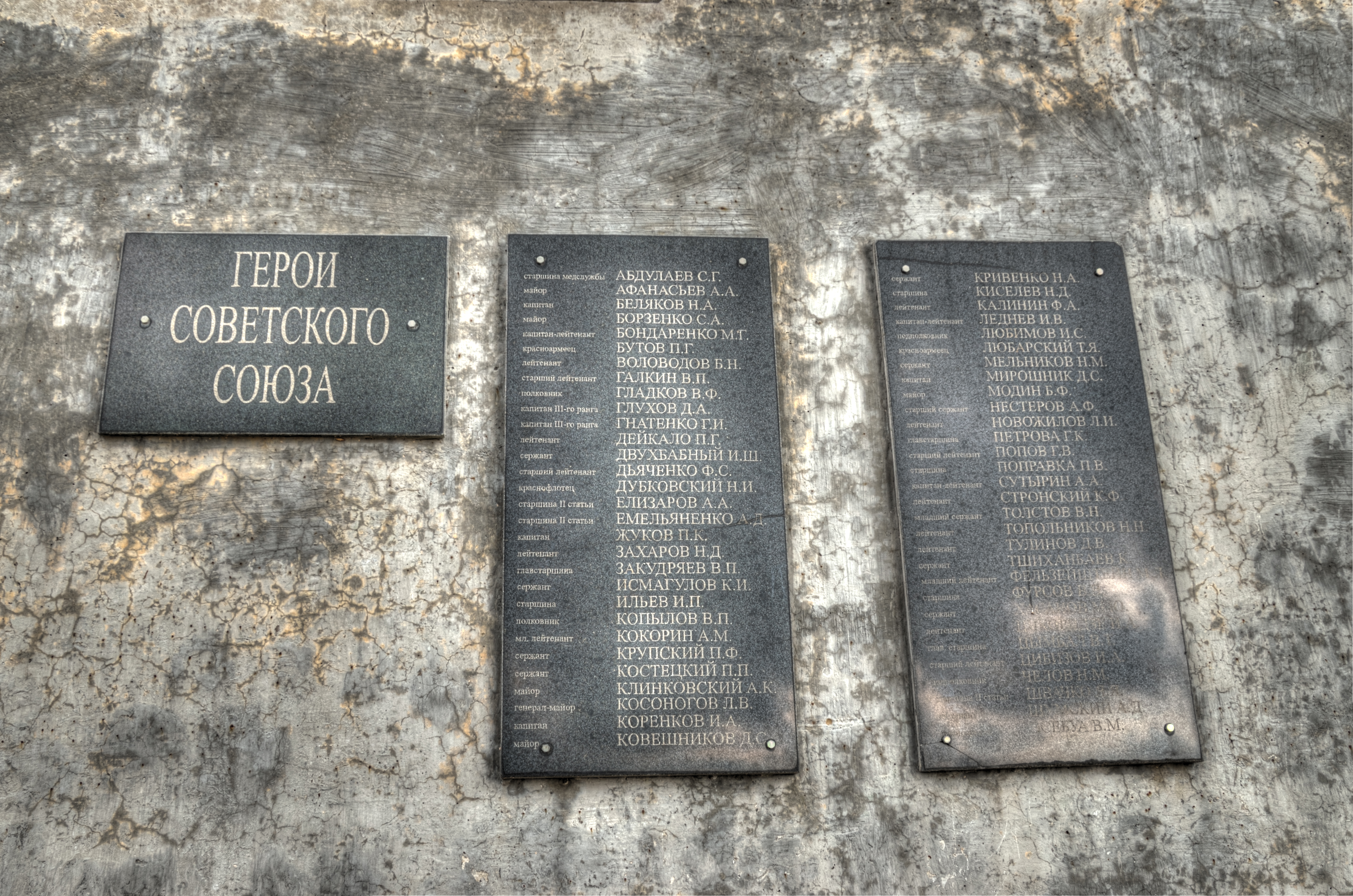
Імена Героїв

- Ім'я Героя висічене золотими літерами в залі Слави Центрального музею Великої Вітчизняної війни в Парку Перемоги міста Москви
- На честь Кривенко названа школа в Керчі[1].
- Ім'я Героя присвоєно школі № 72 в Місті-Герої Керчі
- Героям Ельтигенського десанту встановлена меморіальна дошка
- В Апшеронськ на Алеї Слави встановлено пам'ятний знак Герою
- Ім'я героя увічнено на Меморіалі Лабінська.